# Prva crnogorska liga (2007/2008)
Sezon 2007/08 Czarnogórskiej Prvej Ligi był to drugi sezon w historii tych rozgrywek. Mistrz rozgrywek awansował do eliminacji Ligi Mistrzów, zaś wicemistrz do Pucharu UEFA. Trzecia drużyna rozgrywek miała awansować do Pucharu Intertoto. Nie stało się tak bo trzecia drużyna - Mogren Budva zdobyła Puchar Czarnogóry i dzięki zdobyciu pucharu krajowego awansowała do Pucharu UEFA. W tym wypadku do Pucharu Intertoto awansowała czwarta drużyna - Grbalj Radanovići.
Zwycięzcą ligi została drużyna FK Budućnost Podgorica. Był to pierwszy tytuł mistrzowski tej drużyny w niepodległej Czarnogórze. Druga była Zeta Golubovci. Na podium znalazł się również Mogren Budva. Pierwsze trzy drużyny zdobyły po 66 punktów i o mistrzostwie zadecydował bilans spotkań między zainteresowanymi drużynami.
Pierwsza kolejka odbyła się w dniach 10 - 11 sierpnia 2008 roku. Ostatnia trzydziesta trzecia rozegrana została 24 maja 2007 roku. Sezon zakończył się barażami, które rozegrano 28 maja i 1 czerwca.
Królem strzelców został zawodnik drużyny FK Lovćen - Ivan Jablan, który w całym sezonie zdobył 13 goli.

## Uczestnicy ligi
W tej edycji startowało 12 drużyn:
- Zeta Golubovci - obrońca tytułu mistrza Czarnogóry
- FK Budućnost Podgorica - wicemistrz Czarnogóry
- Grbalj Radanovići - brązowy medalista sezonu 2006/07
- Rudar Pljevlja
- Kom Podgorica
- Mogren Budva
- Mladost Podgorica
- OFK Petrovac
- Sutjeska Nikšić
- Dečić Tuzi
- Bokelj Kotor - beniaminek
- FK Lovćen - beniaminek

## Tabela
Lp. = lokata, M = liczba rozegranych spotkań, W = Wygrane, R = Remisy, P = Porażki, G+ = Gole strzelone, G- = Gole stracone, Pkt = Liczba zdobytych punktów
| Lp. | Zespół                 | M  | W  | R  | P  | G + | G - | +/- | Pkt | Uwagi                                       |
| --- | ---------------------- | -- | -- | -- | -- | --- | --- | --- | --- | ------------------------------------------- |
| 1   | FK Budućnost Podgorica | 33 | 18 | 12 | 3  | 43  | 13  | +30 | 66  | Awans do eliminacji Ligi Mistrzów 2008/2009 |
| 2   | Zeta Golubovci         | 33 | 19 | 9  | 5  | 56  | 28  | +28 | 66  | Awans do eliminacji Pucharu UEFA 2008/2009  |
| 3   | Mogren Budva           | 33 | 19 | 9  | 5  | 46  | 21  | +25 | 66  | Awans do eliminacji Pucharu UEFA 2008/2009  |
| 4   | Grbalj Radanovići      | 33 | 14 | 13 | 6  | 40  | 25  | +15 | 55  | Awans do Pucharu Intertoto 2008             |
| 5   | Rudar Pljevlja         | 33 | 14 | 10 | 9  | 38  | 26  | +12 | 52  |                                             |
| 6   | FK Lovćen              | 33 | 11 | 10 | 12 | 28  | 30  | −2  | 43  |                                             |
| 7   | Dečić Tuzi             | 33 | 10 | 8  | 15 | 26  | 37  | −11 | 38  |                                             |
| 8   | OFK Petrovac           | 33 | 8  | 12 | 13 | 36  | 46  | −10 | 36  |                                             |
| 9   | Kom Podgorica          | 33 | 9  | 9  | 15 | 29  | 49  | −20 | 36  |                                             |
| 10  | Bokelj Kotor           | 33 | 8  | 8  | 17 | 24  | 38  | −14 | 32  | Baraż o utrzymanie                          |
| 11  | Sutjeska Nikšić        | 33 | 5  | 11 | 17 | 19  | 44  | −25 | 23  | Baraż o utrzymanie                          |
| 12  | Mladost Podgorica      | 33 | 4  | 7  | 22 | 16  | 44  | −28 | 19  | Spadek do drugiej ligi                      |